# How to Avoid the Sun
How to Avoid the Sun è il secondo album del cantante coreano Rain, pubblicato sul mercato sud-coreano il 16 ottobre 2003, dove ha venduto 166,731 copie.

## Tracce
1. 2003.10.16
2. 알면서 - You Already Knew
3. 난 또 니가 좋은거야 - Why Do I Love You Again
4. 왜 하필 - How Come
5. 나에게 너는 - I to You
6. 너마저 - Even You
7. 내가 유명해지니 좋니 - Do You Love Me Or My Fame
8. 태양을 피하는 방법 [Radio Mix] - Ways To Avoid The Sun
9. 화성에서 온 남자 금성에서 온 여자 - Men Are From Mars, Women Are From Venus
10. 아쉬운 빈 공간 - The Empty Space
11. 안녕이란 말대신 Remix - Instead of Goodbye
12. 태양을 피하는 방법 - Ways To Avoid The Sun
13. 태양이 떠도 - Even When The Sun Rises

## Singoli
- 2002 - Instead of Saying Goodbye (안녕이란 말대신)
- 2003 - Ways to Avoid the Sun (태양을 피하는 방법)